# Anetta Kahane

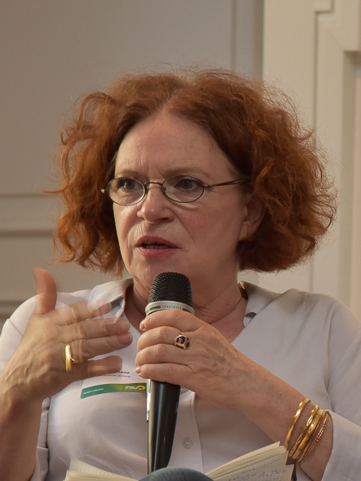
Anetta Kahane (2016)

Anetta Kahane (geboren am 25. Juli 1954 in Ost-Berlin) ist eine deutsche Publizistin sowie Gründerin und langjährige Vorsitzende der Amadeu Antonio Stiftung. 
In der Bürgerrechtsbewegung der DDR wirkte sie am Zentralen Runden Tisch mit. Seither engagiert sie sich gegen Rechtsextremismus, Fremdenfeindlichkeit und Antisemitismus. Kahane war die erste und zugleich letzte Ausländerbeauftragte des Ost-Berliner Magistrats. Nach der Wiedervereinigung baute sie die Regionale Arbeitsstelle für Ausländerfragen in Berlin mit auf und setzte sich für eine interkulturelle Bildung an Schulen in den neuen Bundesländern ein. Ende 1998 initiierte sie die Amadeu Antonio Stiftung und war bis März 2022 deren hauptamtliche Vorsitzende.
Von 1974 bis 1982 war sie Inoffizielle Mitarbeiterin (IM) der DDR-Staatssicherheit, was nach Bekanntwerden 2002 öffentliche Debatten auslöste.
Kahane war öfter Ziel rechtspopulistischer und rechtsextremer Angriffe und antisemitischer Anfeindungen.

## Biografie

### Familie
Anetta Kahane ist das jüngste von drei Kindern des kommunistischen Journalisten Max Kahane und der Künstlerin Doris Kahane. Beide Eltern waren säkulare Juden und flohen vor dem nationalsozialistischen Regime aus Deutschland. Der Vater kämpfte als Interbrigadist ab 1938 im spanischen Bürgerkrieg für die Zweite Spanische Republik, dann in der französischen Résistance. Die Mutter schloss sich 1940 in Frankreich der Résistance an. Sie war 1944 bis zur Befreiung im Sammellager Drancy interniert. Nach Kriegsende kehrten die Eltern nach Berlin zurück. Einer der Brüder Anetta Kahanes ist der Filmregisseur Peter Kahane.

### Kindheit und Jugend
Sie wurde in Berlin-Pankow geboren, wo die jüdische Familie ihrer Mutter seit mehreren Generationen ansässig gewesen war, und verbrachte dort den größten Teil ihrer Kindheit und Jugend. Der Vater war Mitglied der SED. Als er 1957 der erste Auslandskorrespondent der Nachrichtenagentur ADN der DDR in Indien wurde, lebte die Familie drei Jahre in Neu-Delhi und Anetta Kahane ging in eine indische Vorschule. 1961 wurde sie in Berlin eingeschult und kam zu den Jungen Pionieren. 1963 zog die Familie für neun Monate nach Rio de Janeiro, wo Max Kahane für die DDR-Zeitung Neues Deutschland als Auslandskorrespondent arbeitete. In Ost-Berlin besuchte sie die Erweiterte Oberschule, die sie 1973 mit der Hochschulreife abschloss.
Wie andere Kinder der Holocaust-Nachfolgegeneration wuchs Anetta Kahane unter dem prägenden Eindruck der Traumata ihrer Eltern auf. Während ihrer Schulzeit begann sie sich laut ihrer Autobiografie gegen den Willen ihrer Eltern öffentlich als Jüdin zu bekennen und wurde daraufhin angefeindet.

### Ausbildung und Tätigkeiten bis 1990
Anetta Kahane absolvierte ein Volontariat in der Lateinamerika-Redaktion des Senders Radio Berlin International. Von Herbst 1974 bis 1979 studierte sie Lateinamerikanistik an der Universität Rostock. Nach dem Diplomabschluss war sie von 1980 bis 1983 an der Humboldt-Universität zu Berlin als Sprachlehrerin tätig.
Im Alter von 19 Jahren wurde sie vom Ministerium für Staatssicherheit (MfS) angeworben. Das MfS führte sie von 1974 bis 1982 unter dem selbstgewählten Decknamen „Victoria“. Die ihr perspektivisch zugedachte Aufgabe war es, Diplomaten und Journalisten auszuforschen. Während ihres Studiums in Rostock hat sie nach eigenen Angaben ihren Führungsoffizier Heinz Mölneck etwa alle vier bis sechs Wochen in Berlin getroffen. Nach Aussagen ihres Führungsoffiziers berichtete Kahane belastend über Personen aus ihrem näheren Umfeld, darunter Freunde und Studienkollegen, und gab über südamerikanische Bürger Auskunft. Sie soll dabei allerdings auch Sachverhalte verschwiegen haben und sei „schwierig zu führen“ gewesen.
Im Jahr 1979 durfte sie als Dolmetscherin für Portugiesisch im Auftrag der Staatlichen Plankommission der DDR in São Tomé und Príncipe (Westafrika) arbeiten. 1981 begleitete sie Tiefbauingenieure in Mosambik. Den Umgang der DDR-Vertreter mit der Bevölkerung erlebte sie nach eigenen Angaben als rassistisch und paternalistisch. Darin habe sie, so Martin Jander, das Versagen und die Verlogenheit des staatlich verordneten Antifaschismus erkannt.
Sie beendete die IM-Tätigkeit 1982 von sich aus. Ihr Führungsoffizier notierte, dass sie die Zusammenarbeit aufgrund von „politisch-ideologischen Problemen“ nicht fortsetzen wollte. Das MfS strich sie umgehend von der Reisekaderliste, so dass sie nicht mehr als Dolmetscherin im Ausland arbeiten durfte. Von 1983 bis 1989 war sie freiberuflich als Übersetzerin tätig. Sie stellte 1986 mit ihrem Ehemann einen Ausreiseantrag. Nach ihrer Trennung kam nach eigener Angabe eine gemeinsame Ausreise für sie nicht mehr infrage. Da sie alleinerziehende Mutter eines kleinen Kindes war, entschloss sie sich, in der DDR zu bleiben.
Vom Abbruch ihrer IM-Tätigkeit an behielt die Stasi sie im Auge, besonders nach ihrem Ausreiseantrag. Das MfS legte zwar keine Operative Personenkontrolle oder Operativen Vorgang an, gleichwohl gibt es laut dem Historiker Helmut Müller-Enbergs nach Aktenlage Anhaltspunkte, dass in den Jahren von 1983 bis 1988 wiederholt Ermittlungen veranlasst wurden und sie observiert wurde.
Kahane gehörte mit Salomea Genin, Barbara Honigmann, deren Mann Peter und weiteren ostdeutschen Intellektuellen jüdischer Herkunft der 1986 von Irene Runge gegründeten Gruppe Wir für uns in der Jüdischen Gemeinde in Ost-Berlin an. Die Gruppe begann die eigenen und die Geschichten der Flucht ihrer Eltern und Großeltern aus Deutschland 1933 und der Rückkehr 1945 aufzuarbeiten.
In der aufkommenden Bürgerrechtsbewegung in der DDR setzte sie sich für Ausländer und Minderheiten ein. Sie war Mitglied am Runden Tisch und nahm für das Neue Forum an der Arbeitsgruppe Ausländerfragen teil. Sie war mitverantwortlich für einen Antrag, der sich „Aufruf zur Aufnahme sowjetischer Juden in der DDR“ nannte. Er wurde am 12. Februar 1990 ohne Gegenstimmen angenommen und von der Regierung der DDR umgesetzt.
Von Mai bis Oktober 1990 war Anetta Kahane die erste und zugleich letzte Ausländerbeauftragte im Magistrat von Ost-Berlin. Als am 3. Oktober 1990 mit dem Beitritt der DDR zur Bundesrepublik Deutschland die Wiedervereinigung vollzogen wurde, befand sie sich in Israel zu einem Erfahrungsaustausch über die Integration von Juden aus der Sowjetunion. Sergey Lagodinsky berichtet, dass die israelischen Behörden ihr als Amtsträgerin eines kommunistischen Landes sowie als Jüdin aus Deutschland, die Juden ins „Täterland“ statt nach Israel holte, mit Misstrauen begegneten. Nachdem der Antrag zur Aufnahme sowjetischer Juden in der DDR auch von den Ministerpräsidenten der westdeutschen Bundesländer gebilligt worden war, konnten etwa 200.000 Juden ins wiedervereinigte Deutschland auswandern.

### Tätigkeiten seit 1991
Das Land Berlin beauftragte 1991 Kahane, die zu dem Zeitpunkt Verwaltungsangestellte war, mit Unterstützung der Freudenberg Stiftung die Regionale Arbeitsstelle für Ausländerfragen in Berlin aufzubauen. Weitere 17 Projekte entstanden in den darauf folgenden Jahren in Ostdeutschland. Treibende Kräfte waren Christian Petry von der Freudenberg Stiftung und Anetta Kahane. Sie gründete den Verein RAA e. V. (Regionale Arbeitsstellen für Ausländerfragen, Jugendarbeit und Schule) als Träger aller Regionalen Arbeitsstellen in den neuen Bundesländern. Deren wichtigste Schwerpunkte waren vom Beginn der 1990er Jahre an die Bekämpfung des Rechtsextremismus, die Erziehung zur Demokratie und interkulturelle Bildung. Für die Umsetzung der Ziele entwickelte die RAA Berlin Kriterien. Kahane war überzeugt, dass eine demokratische, zur Nachbarschaft offene Schule der Weg sei, der Gefahr der Ethnisierung von Konflikten und der sozialen Ausgrenzung entgegenzuwirken. Als die Fremdenfeindlichkeit in Ostdeutschland weiter eskalierte und mehrere rechtsextremistisch motivierte Morde geschahen, initiierte Kahane 1998 die von Karl Konrad von der Groeben gestiftete Amadeu Antonio Stiftung. Bis März 2022 blieb sie deren hauptamtliche Vorsitzende.
Bis 2003 war sie Leiterin der Regionalen Arbeitsstelle für Ausländerfragen Berlin und Geschäftsführerin des RAA e. V. Im selben Jahr wurde sie hauptamtliche Vorsitzende der Amadeu-Antonio-Stiftung.

## Positionen

### Haltung zum Rechtsextremismus in der DDR
In ihrer Funktion als Ausländerbeauftragte thematisierte sie öffentlich Angriffe auf Ausländer in der DDR. Sie kritisierte die Bagatellisierung durch die Volkspolizei, die sich mehrmals geweigert hätte, Anzeigen von Betroffenen entgegenzunehmen. Bewusstseinsbildende Maßnahmen hielt sie in dem Zusammenhang für nötig. Mit Bernd Wagner, mit dem sie in den Regionalen Arbeitsstellen und dem Zentrum Demokratische Kultur zusammenarbeitete, vertrat sie Anfang der 1990er Jahre die Ansicht, Rechtsextremismus in Ostdeutschland lasse sich nicht nur ökonomisch und sozialpsychologisch erklären, sondern müsse historisch aus der DDR-Geschichte begriffen werden. Dort habe es lange vor 1989 Ausländerfeindlichkeit und eine rechte Jugendszene gegeben. Ihre Thesen werden erst seit Ende der 1990er Jahre in der Forschung stärker beachtet.

### Antisemitismus der Gegenwart
Für Kahane ist der Antisemitismus der Gegenwart „das Exempel und Lehrfeld für alle anderen rassistischen Angriffe“. Der aktuelle Antisemitismus zeige sich als ein „weltweites Unbehagen am Jüdischen“. Es könne sich „in den unterschiedlichsten Formen Bahn brechen“, von diffusen Verschwörungstheorien gegenüber einer vermeintlichen jüdischen Machtelite bis zu einer selektiven Kritik an dem Staat Israel. Kahane gehört mit Julius H. Schoeps zu den deutsch-jüdischen Protagonisten, die in der global auftretenden Feindschaft gegen Israel einen Angriff auf den „kollektiven Juden“ sehen.
Sie beschäftigte sich insbesondere mit der Judenfeindlichkeit in der DDR und initiierte 2010 die Ausstellung Das hat’s bei uns nicht gegeben! Antisemitismus in der DDR. Antisemitismus sei ihrer Meinung nach „vorrangig durch politische, kulturelle und israelfeindliche Stereotype“ zutage getreten. Eine ostdeutsche Debatte zur Verantwortung Gesamtdeutschlands für den Holocaust habe die DDR-Führung mittels Antizionismus und einer Abwertung jüdischer Opfer zu verhindern versucht. Nach Kahanes Untersuchung waren „Schuldabwehr, Relativierung oder Opfernarration“ in der DDR „das Ergebnis der Analyse von Gesellschaft und Geschichte als Erscheinungsformen des Klassenkampfes…“ Nach der Wiedervereinigung habe sich die ideologisch motivierte „Schuldabwehr“ in eine „völkische Propaganda“ verwandelt.

## Reaktionen seit Bekanntwerden der IM-Tätigkeit

### Bewertungen der Tätigkeit als IM
Kahanes Tätigkeit als Inoffizielle Mitarbeiterin der Staatssicherheit war 2002 durch Zeitungsberichte bekanntgeworden, nachdem sie als Nachfolgerin für Barbara John als Ausländerbeauftragte des Berliner Senats genannt wurde. Sie selbst hatte ihre IM-Tätigkeit bis dahin nicht öffentlich gemacht. Nachdem weitere Medien kritisch berichtet hatten, dass Kahane nach der Bewertung ihres Führungsoffiziers über Personen auch belastend berichtet hatte, erschien 2004 ihre Autobiografie „Ich sehe was, was du nicht siehst“, in der sie sich intensiv damit auseinandersetzte. Da es weiterhin kritische Berichte gab, beauftragte sie 2012 den Politikwissenschaftler Helmut Müller-Enbergs zu untersuchen, ob Dritte durch ihre Gespräche mit dem MfS einen Nachteil erlitten hätten, und stellte ihm dazu alle ihr zugänglichen IM-Akten zur Verfügung. Müller-Enbergs kam zu dem Ergebnis, dass aus diesen Akten kein Hinweis auf eine Schädigung anderer Personen durch Kahanes Tätigkeit hervorgehe; grundsätzlich sei aber festzuhalten, dass eine Übermittlung jeder Art von Informationen das Risiko einer solchen Schädigung beinhalte. Der Historiker Hubertus Knabe kam in einem Beitrag für die Zeitschrift Focus zu dem Schluss, dass es sich bei Kahanes IM-Tätigkeit um einen „mittelschweren Fall“ gehandelt habe. Dem widersprach allerdings der Zeithistoriker Jens Gieseke: Eine solche Beurteilung könne nur aus der Würdigung der Gesamtpersönlichkeit getroffen werden und nicht allein aus den Akten der Staatssicherheit.

### Angriffe
Kritik an Kahanes IM-Vergangenheit wurde häufig instrumentalisiert für Angriffe auf die aktuelle Tätigkeit Kahanes, insbesondere als Vorsitzende der Amadeu-Antonio-Stiftung (AAS). Dies war insbesondere der Fall, als der damalige Bundesjustizminister Heiko Maas 2015 zu einer „Task Force“ gegen rechte Hassreden im Internet neben den großen Internetfirmen und verschiedenen zivilgesellschaftlichen Initiativen auch Kahane als Vorsitzende der Antonio-Amadeu-Stiftung eingeladen hatte. Sowohl die von der Stasi beobachtete DDR-Bürgerrechtlerin Vera Lengsfeld als auch der Historiker Hubertus Knabe kritisierten scharf, dass mit Kahane eine ehemalige Inoffizielle Mitarbeiterin des Ministeriums für Staatssicherheit mit der Ausarbeitung von Richtlinien zum Umgang mit rechtswidrigen Hassbotschaften im Internet beschäftigt werde.
Im Anschluss an diese und ähnliche Beiträge häuften sich in den Jahren 2015 und 2016 im Internet und in rechten Medien Angriffe auf die Stiftung und Kahane persönlich. Die Stiftung beauftragte daraufhin den Politikwissenschaftler Samuel Salzborn, das Geschehen wissenschaftlich zu untersuchen. Sein Gutachten wurde auf der Internetseite der Auftraggeberin veröffentlicht. Salzborn kam zu dem Ergebnis, dass es eine Kampagne gegen die Stiftung im Sinne eines inszenierten und geplanten Vorgehens nicht gegeben habe, wohl aber im Sinne eines Zusammenwirkens punktueller gemeinsamer Interessen unterschiedlicher Akteure. So hätten diverse AfD-Funktionäre Lengsfelds Kritik an der Berufung in die Task-Force noch am selben Tag aufgegriffen und verbreitet. Mit dem Zusammenstellen von IM-Tätigkeit und Task Force hätten sie die Bundesrepublik mit der DDR verglichen und nahegelegt, sie überwache das Internet mit Methoden der früheren DDR-Staatssicherheit. Es werde suggeriert, „die BRD folge mit Blick auf das Internet Überwachungspraktiken der DDR“. Nach medialen Auslösern habe es immer wieder Aufgipfelungen von Hassreden im Internet gegeben, die sich 2016 zu einer regelrechten Kampagne gesteigert hätten. Im Zuge solcher Hassreden lasse sich eine Personalisierung auf Anetta Kahane und insbesondere die Aufnahme antisemitischer Züge in ihr öffentliches Bild erkennen. Die Angriffe auf Kahane und die Stiftung setzen sich bis in Gegenwart fort (Stand: 2021).

### Antisemitische Anfeindungen
Ein stereotypes antisemitisches Hassbild von Kahane war vor allem in rechtsextremen Kreisen schon länger gezeichnet worden. Die Politikwissenschaftlerin Britta Schellenberg sah dies schon in einem Porträt Kahanes von Thorsten Hinz in der Jungen Freiheit 2007 gegeben, in dem dieser Judentum, Verrat und Kommunismus in Form eines „klassisch rechtsextremen Feindbilds“ kombiniert habe. Laut Salzborn fand der Historiker Martin Jander, der 2010 im Zusammenhang von Äußerungen Kahanes zum Israelbild und Antisemitismus in deutschen Medien Meinungsäußerungen und Hassausbrüche im Internet sammelte und dort das Stereotyp des „jüdischen Verräters“ identifizieren konnte, das in diesem Fall neben Rechtsextremen auch „Islamisten, Rechtskonservative und linke Antiimperialisten“ gepflegt hätten. Die Untersuchung Salzborns selbst zeigt eine weitere Häufung antisemitischer Angriffe auf Kahane ab 2015, besonders markant in bildlichen Darstellungen: Fotomontagen in den sozialen Medien, die Kahane mit Symbolen des Judentums und des sowjetischen Kommunismus zeigten, unter anderem publiziert von dem AfD-Bundestagsabgeordneten Petr Bystron und danach in zahlreichen sozialen Netzwerken weiterverbreitet. Dazu kamen sexistische Gewaltfantasien, wie sie besonders in E-Mails an die Stiftung stark vertreten waren und Morddrohungen.

### Mordpläne
Die Angriffe gipfelten in Mordplänen. Bei Terrorermittlungen gegen Bundeswehrsoldaten ab 2017 entdeckten Ermittler in einem Taschenkalender eine Liste von Anschlagszielen der Gruppe um Franco A., auf der auch Kahane auftauchte. Außerdem hatte sich A. Details aus ihrem Lebenslauf notiert und eine Lageskizze der Stiftung gezeichnet. Er drang offenbar auch in die Tiefgarage der Stiftung ein und fotografierte die geparkten Autos.
Der antisemitische Attentäter Stephan Balliet bekräftigte im Juli 2020 in seinem Strafprozess zum Anschlag in Halle (Saale) 2019, er würde weiterhin Juden ermorden, und nannte namentlich Anetta Kahane: „Die steht ganz oben auf meiner Feindesliste“.

## Rezeption der Autobiografie
Kahanes Autobiografie erschien 2004 unter dem Titel Ich sehe was, was du nicht siehst. Meine deutschen Geschichten im Rowohlt Verlag. Kahane schildert darin ihr Leben von ihrer Geburt 1954 in Ostberlin bis zu ihrem Engagement im Kampf gegen Rechtsradikalismus, Fremdenfeindlichkeit und Antisemitismus im wiedervereinigten Deutschland. Neben der Dokumentation des Alltags in der DDR und dem persönlichen Erleben von Kahane erzählt das Buch auch vom Rassismus und Antisemitismus des Landes und der fehlenden Aufarbeitung des Nationalsozialismus. Ihre Lebenserinnerungen ordnete der Sozialwissenschaftler Thomas Ahbe in einem Konferenzbeitrag zum Thema „ostdeutsche Identität“ neben Werken u. a. von Thomas Brasch, Robert Havemann und Barbara Honigmann ein als „familienbiografische Aufarbeitungsliteratur, die die einstige Kultur-Elite der DDR kritisch reflektierte“.
Rezensenten nahmen unterschiedliche Schwerpunkte der Autobiografie in den Blick:
Micha Brumlik (in: Die Tageszeitung) las Kahanes „Geschichte der Kindheit und Jugend eines jüdischen Mädchens in der Nomenklatura der DDR“ als „Fallstudie über jüdische Identitätsbildung“. Nachdem die Hoffnungen auf „einen besseren, einen antirassistischen deutschen Staat restlos verflogen“ waren, sei der Versuch geblieben, „in der maroden DDR zu einem neuen, einem jüdischen Selbstverständnis zu finden“. In ihren Schilderungen ließe sich nachvollziehen, „wie viele verschiedene innere und äußere, psychische, soziale und politische Motive zusammenwirken müssen, damit ein deutsch-jüdisches Selbstverständnis wiedererfunden werden konnte“.
Aufschlussreicher als historische Fakten über die DDR fand Viola Roggenkamp (in: Die Welt) „die durchfühlten Erinnerungen“ und „das subjektive Erleben“, das Kahane auf ihre Weise versuche. Roggenkamp fragte sich, warum deutsche Juden, wie Kahanes Eltern, in die DDR gegangen sind. Sie hätten doch nicht übersehen können, dass die DDR genauso „Nazi-Land“ gewesen war wie die BRD. Die aus dem Exil zurückgekehrten Juden hätten in der DDR als ‚Opfer des Faschismus‘ weniger gegolten als ‚Kämpfer gegen den Faschismus‘. Doch sie seien nun auch als die besseren Deutschen erlebt worden, die ein besseres Deutschland aufbauen wollten und dafür seien sie mehr oder weniger gehasst worden. Roggenkamp zieht einen Vergleich zu dem Romanfragment Wenn die Stunde ist, zu sprechen von Brigitte Reimann, die ebenfalls den Hass in der DDR auf jüdische Rückkehrer aus dem Exil thematisierte.
Uwe Stolzmann (in: Neue Zürcher Zeitung) kritisierte Kahanes „Tunnelblick“ auf die DDR. In ihrer Erinnerung sei „der kleine deutsche Staat ein abstossendes Gebilde: kalt und eng, spiessig und rassistisch, ein Quell für Hass und dauerhafte Frustration“, obwohl es für sie doch z. B. Privilegien wie Ferienplätze auf Schloss Wiepersdorf und am Schwarzen Meer gab sowie Auslandsaufenthalte. Er vermutete dahinter Wut auf den Vater, der sich nach ihrer Meinung zu sehr anpasste, oder Scham darüber, dass sie der Staatssicherheit zu Diensten war. Ein „Dokument eines außergewöhnlichen Lebens“, als das die Verlagswerbung es ankündigte, sei ihr Buch dadurch nicht geworden.
Für den Politikwissenschaftler Andreas Bock (in: Süddeutsche Zeitung) ist Kahanes deutsch-deutsche Autobiografie „ein Buch über den Zustand der Zivilgesellschaft im wiedervereinigten Deutschland“. Das alte Kinderspiel, das dem Buch den Titel gab, Ich sehe was, was du nicht siehst, werde bei ihr zu einer gesamtgesellschaftlichen Diagnose. Die Erfahrung des Rassismus in der DDR habe zu Kahanes Bruch mit dem Regime geführt. Nach ihrer Erzählung habe der Staat, der sich den Stempel „antifaschistisch“ aufgedrückt hat, eine Auseinandersetzung mit Schuld und Verantwortung für die jüdischen Opfer des Nationalsozialismus von Grund auf verhindert und „so die Saat für neuen alten Ausländerhass gelegt“. Kahanes Buch halte der deutschen Gesellschaft den Spiegel vor.

## Auszeichnungen
- 1991 erhielt sie mit Christian Führer, David Gill, Joachim Gauck, Ulrike Poppe und Jens Reich „für ihre hervorragenden Beiträge vor und während der friedlichen Revolution und Selbstbefreiung in der ehemaligen DDR“ die Theodor-Heuss-Medaille.[85][86]
- 2002 wurde sie für ihr ehrenamtliches und berufliches Engagement gegen Rechtsextremismus, Rassismus und Ausländerhass mit dem Moses-Mendelssohn-Preis ausgezeichnet.[87]

## Mitgliedschaften
- Seit 1997 gehört Anetta Kahane zum Kuratorium der Theodor-Heuss-Stiftung.[88]
- 2001 wurde sie in die Repräsentantenversammlung (RV) der Jüdischen Gemeinde zu Berlin gewählt.[89]

## Veröffentlichungen
Autobiografie
- Ich sehe was, was du nicht siehst. Meine deutschen Geschichten. Rowohlt Verlag, Berlin, 2004, ISBN 978-3-87134-470-1 (Rezensionen)

als Herausgeberin und Autorin
- mit Klaus Bästlein und Enrico Heitzer (Hrsg.): Der rechte Rand der DDR-Aufarbeitung, Metropol-Verlag, Berlin 2022, ISBN 978-3-86331-671-6.
- mit Martin Jander (Hrsg.): Juden in der DDR. Jüdisch sein zwischen Anpassung, Dissidenz, Illusionen und Repression. Porträts. Hentrich & Hentrich, Berlin 2021, ISBN 978-3-95565-465-8.
- Nach Auschwitz. Schwieriges Erbe DDR. Plädoyer für einen Paradigmenwechsel in der DDR-Zeitgeschichtsforschung. Mit Enrico Heitzer, Martin Jander und Patrice G. Poutrus. Wochenschau Verlag Wissenschaft, Frankfurt am Main 2018, ISBN 978-3-7344-0705-5.
  - Wirkung eines Tabus. Juden und Antisemitismus in der DDR. S. 39–48.
  - Von der ideologischen Schuldabwehr zur völkischen Propaganda. S. 264–276.
- Geteilte Erinnerung? Zum Umgang mit Nationalsozialismus in Ost und West. Amadeu Antonio Stiftung, Berlin 2011, ISBN 978-3-940878-10-6.
- Das hat’s bei uns nicht gegeben! Antisemitismus in der DDR. Buch zur Ausstellung der Amadeu Antonio Stiftung, mit Annette Leo und Heike Radvan. Berlin 2010, ISBN 3-89331-176-9.
- mit Eleni Torosso: Begegnungen, die Hoffnung machen. Grenzen gegenüber Ausländern überwinden. Herder, Freiburg 1993, ISBN 978-3-451-04236-2.

Buchbeiträge
- Rechtsextremismus. Herausforderungen für die ganze Gesellschaft. In: W. Frindte, D. Geschke, N. Haußecker, F. Schmidtke (Hrsg.): Rechtsextremismus und „Nationalsozialistischer Untergrund“, Springer VS, Wiesbaden 2016, ISBN 978-3-658-09997-8, S. 303–307
- Das deutsche Opfertum. In: Liske, Markus, Präkels, Manja (Hrsg.): Vorsicht Volk! Oder: Bewegungen im Wahn? Verbrecher Verlag, Berlin 2015, ISBN 978-3-95732-121-3, S. 137–139
- Der Partisan aus Chemnitz. In: Gisela Dachs (Hrsg.): Proteste. Jüdische Rebellion in Jerusalem, New York und andernorts. Jüdischer Verlag im Suhrkamp Verlag, Berlin 2012, ISBN 978-3-633-54261-1, S. 59–71.
- Erinnern heißt Leben. In: Beatrice von Weizsäcker, Hildegard Hamm-Brücher (Hrsg.): Demokratie ist keine Glücksversicherung: vierzig Jahre Theodor-Heuss-Preis, 1965 bis 2005: Chronik und Zeitansage. Hohenheim, 2005, ISBN 3-89850-129-9, S. 227 ff.
- Jeckes in der DDR. In: Gisela Dachs (Hrsg.): Die Jeckes. Jüdischer Verlag im Suhrkamp-Verlag, 2005, ISBN 3-633-54219-1
- Ich habe die Möglichkeit, etwas zu tun. In: Elmar Balster (Hrsg.): Augenblicke. Portraits von Juden in Deutschland. Mosse, Berlin 2003, ISBN 3-935097-08-5, S. 45–46
- Handeln für Demokratie ist Handeln gegen Rechtsextremismus. In: Jens Mecklenburg (Hrsg.): Was tun gegen Rechts, Elefanten Press, Berlin 1999, ISBN 978-3-88520-749-8, S. 58–71
- Ich durfte, die anderen mußten … In: Vincent von Wroblewsky (Hrsg.): Zwischen Thora und Trabant. Juden in der DDR. Aufbau, Berlin 1993, ISBN 3-7466-7011-X, S. 124–144
- Fremdheit mit Folgen: Geschichte einer Ausländerbeauftragten. In: Namo Aziz, Thea Bauriedl (Hrsg.): Fremd in einem kalten Land: Ausländer in Deutschland. Herder, Freiburg 1992, ISBN 3-451-04130-8, S. 137 ff.

Artikel (Auswahl)
- Antisemitismus. In: Dossier Rechtsextremismus, Bundeszentrale für Politische Bildung, 17. Januar 2007
- Antisemitismus in der DDR. „Das hat’s bei uns nicht gegeben!“ Yad Vashem, November 2011